# Comac C939

## Thiết kế
Tháng 5 năm 2024, C939 được thiết kế sao cho có sức chứa là 400 chỗ ngồi và phạm vi hoạt động lên đến 7,000 hải lý [nmi] (12,964 km; 8,055 mi). C939 dự kiến sẽ là máy bay phản lực hai động cơ.

## Phát triển
Tháng 6 năm 2011, Comac nghiên cứu dòng máy bay thân rộng C929 với 290 chỗ ngồi và dòng máy bay thân rộng C939 với 390 chỗ ngồi. Các kế hoạch thiết kế và chế tạo C939 đã được đề cập trên các tờ báo của Trung Quốc vào các năm 2015 và 2017.
Tháng 5 năm 2024, tờ South China Morning Post (Nam Hoa Tảo báo) đã đưa tin rằng Comac bắt đầu nghiên cứu và phát triển C939.